# Bahnhof Bradford Forster Square

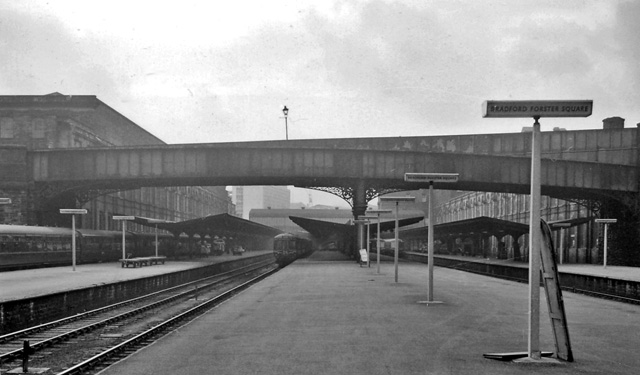
Blick nach Süden 1961

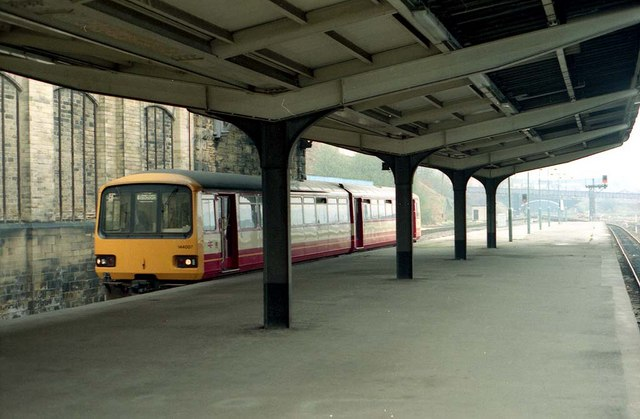
Zug der Klasse 144 an den alten, inzwischen abgerissenen Bahnsteigen (1987)

Bradford Forster Square ist ein Bahnhof in Bradford, West Yorkshire, England an der elektrifizierten Airedale Line nach Skipton, der Wharfedale Line nach Ilkley und der Leeds-Bradford Line nach Leeds. Hier verkehren hauptsächlich Nahverkehrszüge der Klasse 333.
Die andere bedeutende Bahnstation der Stadt ist Bradford Interchange, etwa zehn Gehminuten von Forster Square. Von dort verkehren Züge auf der Caldervale Line nach Leeds, Halifax, Huddersfield, Manchester Victoria, Blackpool and London King’s Cross. Bradford Interchange liegt auf der anderen Seite des Stadtzentrums und höher als Forster Square. Die Verwirklichung des Projekts Bradford Crossrail für eine Verbindung der beiden Bahnhöfe wird zurzeit als unwahrscheinlich angesehen.

## Geschichte
Die erste Bahnlinie nach Bradford wurde durch die Leeds and Bradford Railway am 1. Juli 1846 eröffnet. Sie erreichte die Stadt aus nördlicher Richtung, dem Tal des Bradford Beck folgend, von Shipley her und endete in einem Bahnhof in Kirkgate, gegenüber dem Ende der Market Street. Züge verkehrten stündlich nach Leeds Wellington Station, es gab durchgehende Verbindungen nach London Euston über Derby und Rugby.
Dieser erste Bahnhof besaß ein imposantes klassizistisches Empfangsgebäude nach einem Entwurf von William Andrews.
1853 hatte die Midland Railway die Leeds and Bradford Railway akquiriert und den Bahnhof umgebaut. Das neue Stationsgebäude war größer, erschien aber architektonisch von geringerem Interesse als das alte.
1890 wurde der Bahnhof nochmals erneuert. Der Architekt Charles Trubshaw, der für die Midland Railway arbeitete, entwarf einen großen Gebäudekomplex, der Passagier- und Güterabfertigung und das Midland Hotel umfasste. Der Bahnhof hatte sechs Bahnsteige und ein verglastes geripptes Dach. In den 1960er Jahren wurde dieses Dach demontiert und durch funktionale Bahnsteigüberdachungen ersetzt. Der Bahnhof wurde auch durch die North Eastern Railway genutzt. Um die Zeit dieses Umbaus wurde der Bahnhof Market Street Station genannt, was aber am Ort herausgegebene Karten und Adressbücher nicht widerspiegeln (siehe Bezeichnung unten).
1906 wurde direkt südöstlich des Bahnhofs der Foster Square gebaut, aber der Name wurde nicht vor 1924 für den Bahnhof gebraucht.
Im März 1963 riet der Beeching-Report zur Schließung aller Bahnlinien, die das Wharfedale bedienten, und zur Einstellung mehrerer anderer Verbindungen von Bradford Forster Square. 1965 schlossen zahlreiche Bahnstationen, und die Nahverkehrsverbindungen nach Leeds wurden eingestellt. Für einige Strecken wurde die Entscheidung jedoch aufgeschoben, und die Züge fuhren weiter. 1972 beschlossen Bradford Corporation (jetzt City of Bradford Metropolitan District Council) und mehrere andere lokale Verwaltungskörperschaften in der Umgebung, die Wharfedale Line und die Airedale Line zu subventionieren. Die Strecken blieben in Betrieb, und in den Folgejahren wurde eine Anzahl von Bahnstationen wiedereröffnet. Seit April 1974 ist die neue West Yorkshire Passenger Transport Executive (jetzt West Yorkshire Metro) für diese Leistungen verantwortlich.
Der Bahnhof Forster Square wurde 1990 verkürzt, als eine neue Station westlich der alten gebaut wurde. Letztere hat drei moderne Bahnsteige, von denen zwei (Bahnsteige 1 und 2) Intercity-Züge aufnehmen können. Der alte Bahnhof wurde später abgerissen, um für ein Einkaufszentrum namens Broadgate Platz zu schaffen. Wegen der Rezession Anfang der 1990er Jahre wurde das Projekt aufgegeben und das Gelände als Parkplatz genutzt. Später wurde dort ein neues Finanzamt gebaut. Teile der Arkaden, die den Vorbau des Bahnhofs von 1890 bildeten, und das Midland Hotel sind erhalten geblieben. Mit Beginn der Erneuerung des Stadtzentrums und dem Abriss von Foster House 2005 wurden diese augenfälliger, wie lange sie dergestalt sichtbar bleiben, ist jedoch unsicher, da die Bauarbeiten fortgesetzt werden.
Die Strecke nach Forster Square wurde 1994 zusammen mit der Airedale Line und der Wharfedale Line elektrifiziert, so dass durchgehender elektrischer Zugverkehr nach London über die ebenfalls neu elektrifizierte East Coast Main Line möglich ist.
Im Lauf der Zeit änderte sich der Betrieb wie folgt:
| von  | bis   | betrieben durch                                        | nächste Station |
| ---- | ----- | ------------------------------------------------------ | --------------- |
| 1846 | 1851  | Leeds and Bradford                                     | Manningham      |
| 1851 | 1923  | Midland                                                | Manningham      |
| 1923 | 1948  | LMS                                                    | Manningham      |
| 1948 | 1965  | British Railways/British Rail                          | Manningham      |
| 1965 | 1987  | West Yorkshire Metro (Züge von British Rail)           | Shipley         |
| 1987 | 1997  | West Yorkshire Metro (Züge von British Rail)           | Frizinghall     |
| 1997 | 2001  | West Yorkshire Metro (Züge von Northern Spirit)        | Frizinghall     |
| 2001 | 2004  | West Yorkshire Metro (Züge von Arriva Trains Northern) | Frizinghall     |
| 2004 | heute | West Yorkshire Metro (Züge von Northern Rail)          | Frizinghall     |

### Bezeichnung

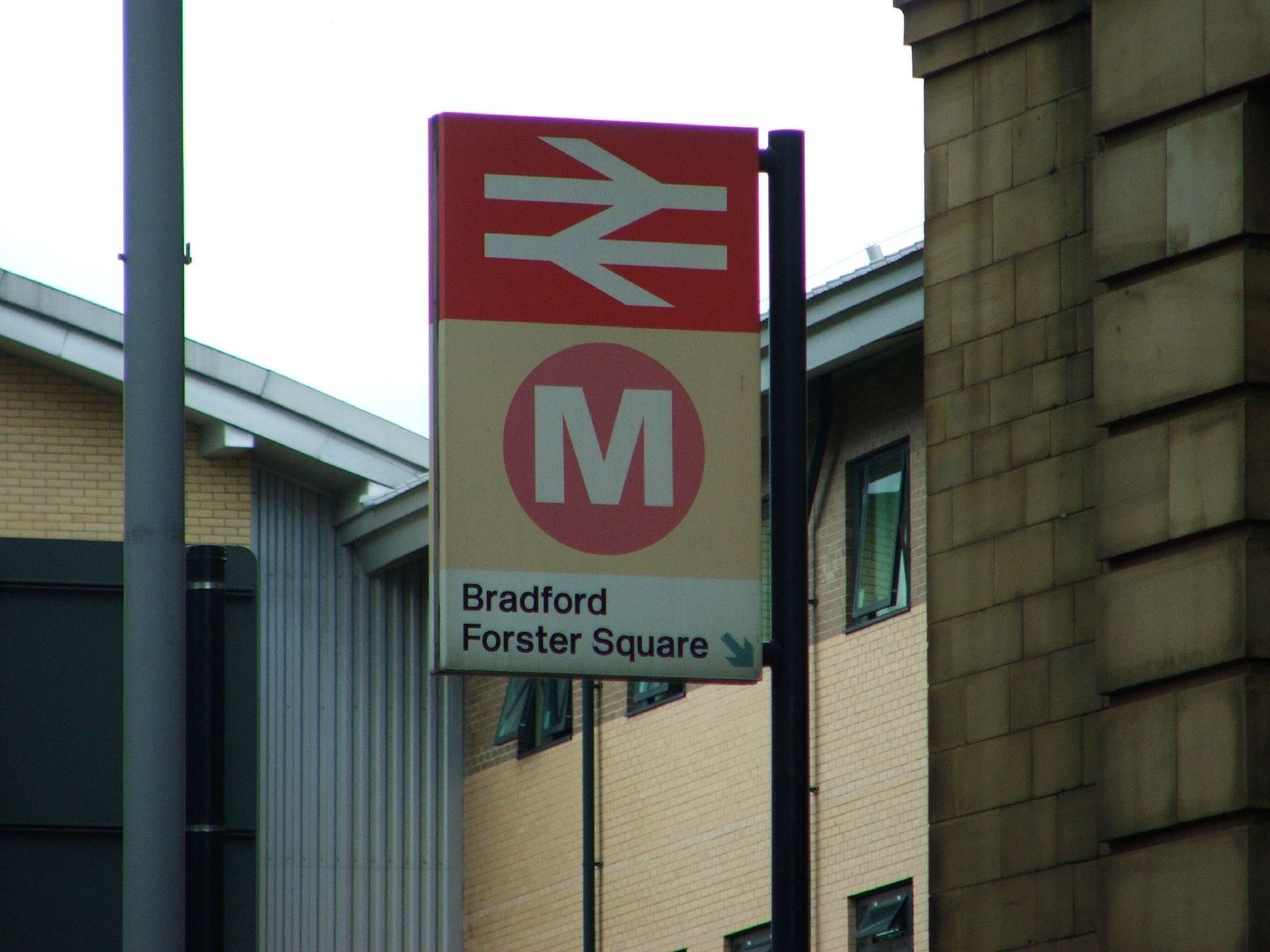
Schild am Eingang, August 2007

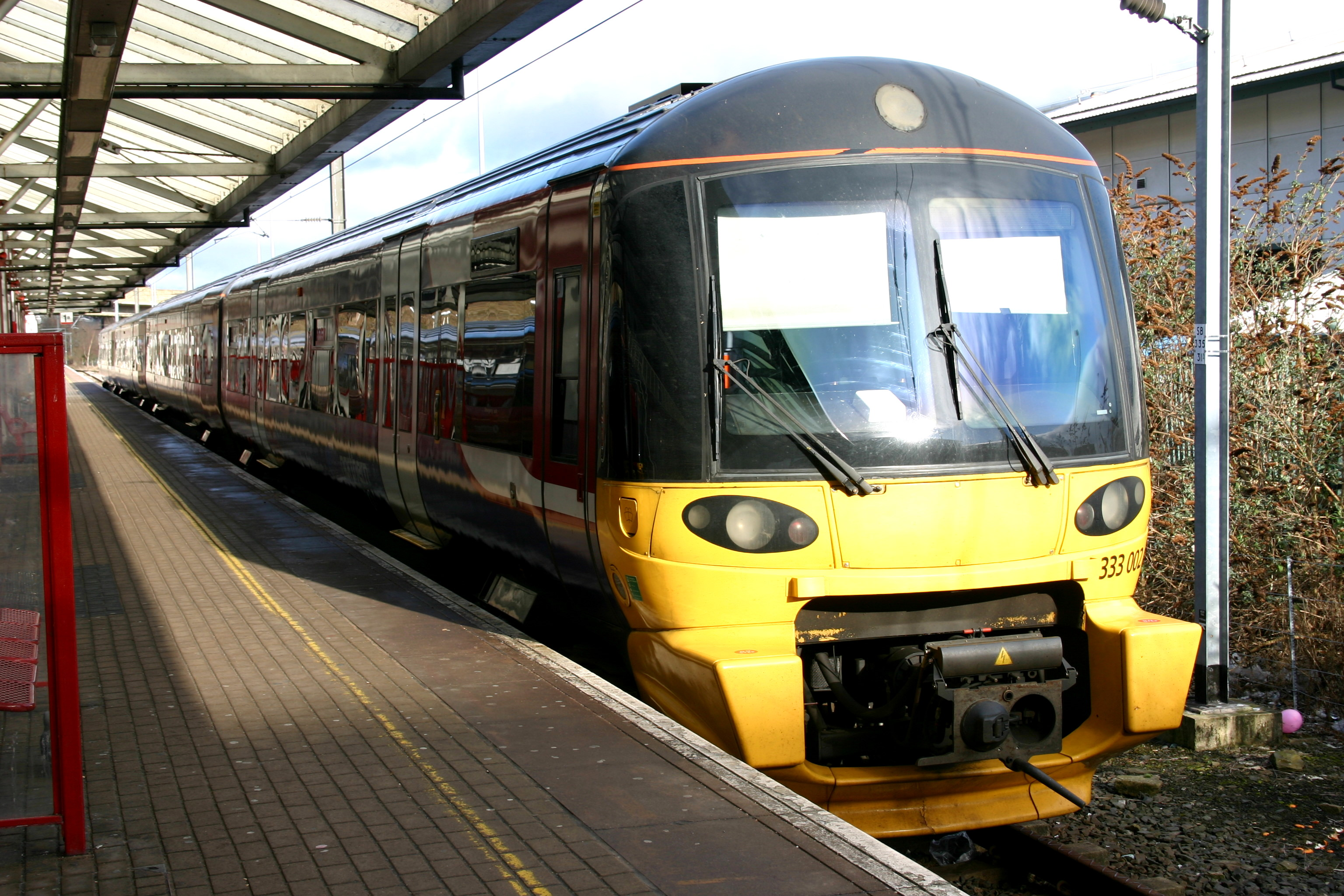
Zug der BR-Klasse 333 am Bahnsteig 1 (2008)

Über die Bezeichnungen des Bahnhofs und die Reihenfolge ihrer Verwendung besteht Uneinigkeit. Die meisten Veröffentlichungen stimmen darin überein, dass er einmal Market Street genannt wurde, aber nicht darin, wann das genau der Fall war:
- Nach Alan Whitaker[1] war der Name Market Street vom Umbau 1890 bis 1924 in Gebrauch.
- Nach Tony Dewick, S. 42.[5] kam der Name schon vor 1901 außer Gebrauch.

Zeitgenössische Quellen benutzen offenbar diesen Namen überhaupt nicht. Im Bradford Post Office Directory ist der Endbahnhof der Midland Railway als "Station, bottom of Kirkgate" (1856, 1863, 1898) oder "Station, Forster Square" (1916, 1927) genannt, erst 1928 benutzte ein Adressbuch den Namen "Forster Square Station". Im Gegensatz dazu zeigen die Adressbücher ab 1879/1880 durchweg den anderen Bahnhof der Stadt als "Exchange Station, Drake St". Weder die Karte von Dixon & Hindle noch die des Ordnance Survey zeigen einen anderen Namen als Midland Station, obwohl letztere den Bahnhof Bradford Exchange als Exchange Station nennt.
Wahrscheinlich hieß der erste Bahnhof einfach Bradford, zumindest bis 1850 der Bahnhof der Lancashire and Yorkshire Railway in Drake Street eröffnet wurde. Danach wurde er Midland Station genannt. Die zwischenzeitliche Bezeichnung Bradford Market Street war anscheinend nicht offiziell. Nur Bradshaw’s Railway Guide vom Juli 1922 nennt Market Street und die Entfernung zu Exchange Station.

## Zugverkehr
Die Züge von Bradford Forster Square werden von Northern und London North Eastern Railway betrieben. Die meisten Züge betreibt Northern, nämlich die nach Leeds (auf der Leeds-Bradford Line), nach Skipton (auf der Airedale Line) und nach Ilkley (auf der Wharfedale Line). Montags bis samstags verkehren die Züge auf jeder dieser Linien alle 30 Minuten. Abends verkehren werktags und samstags stündlich Züge nach Skipton und Ilkley, aber keine durchgehenden Züge nach Leeds; stattdessen besteht Pendelverkehr zwischen Bradford und Shipley mit Anschluss an Züge zwischen Skipton und Leeds. In Skipton besteht auch Anschluss an Fernzüge nach Morecambe und Carlisle; Direktverbindungen nach diesen Zielen werden eingerichtet, wenn die Strecke nach Leeds durch Bauarbeiten gesperrt ist.
Sonntags fahren die Züge zwischen Bradford und Leeds stündlich bis zum Betriebsschluss und zweistündlich nach Skipton und Ilkley.
Außerhalb der Hauptverkehrszeiten benutzen die meisten Züge die Bahnsteige 1 (Richtung Skipton) und 2 (Richtung Leeds und Ilkley). Bahnsteig 3 wird vorwiegend während der Hauptverkehrszeiten an Wochentagen und am Abend benutzt. Üblicherweise ist dort an jedem Werktag von 9:00 bis 16:00 dort ein Reservezug abgestellt.
London North Eastern Railway (LNER) betreiben ein Zugpaar täglich nach London King’s Cross über Leeds und die East Coast Main Line.